# Isabella av Aragonien (tysk drottning)
Isabella av Aragonien, född 1305, död 1330, var drottning av Tysk-romerska riket 1315-1330, gift med kung Fredrik III.